# Черенковиці
Черенковиці (рос. Черенковицы) — присілок у Волосовському районі Ленінградської області Російської Федерації.
Населення становить 19 осіб. Належить до муніципального утворення Бегуницьке сільське поселення.

## Історія
Від 1 серпня 1927 року належить до Ленінградської області.

## Населення
| 2007 | 2010 | 2013 | 2017 |
| ---- | ---- | ---- | ---- |
| 18   | ↗19  | ↘16  | ↗19  |